# Томас Стейц
Томас Стейц (англ. Thomas Steitz, нар. 23 серпня 1940, Мілвокі — пом. 9 жовтня 2018, Бранфорд) — американський вчений-кристалограф, лауреат Нобелівської премії з хімії за 2009 рік спільно з Венкатараманом Рамакрішнаном і Адою Йонат з формулюванням «за дослідження структури і функцій рибосоми».

## Біографія
Народився 23 серпня 1940 року в Мілвокі (США).
Ступінь бакалавра (BA, 1962) з хімії отримав в Університеті Лоренса (Епплтон, Вісконсин), а докторську (Ph.D.) з молекулярної біології та біохімії в Гарвардському університеті .
Професор хімії, з 1986 року працює на кафедрі молекулярної біофізики та біохімії Єльського університету і в Інституті Говарда Хьюза.

## Нагороди
- 1980: Pfizer Prizeвід імені Американського хімічного товариства [15]
- 1990: Член Національної академії наук США
- 2001: Lewis S. Rosenstiel Award
- 2001: Newcomb Cleveland Prize від імені American Association for the Advancement of Science (AAAS)
- 2001: Lawrence University Lucia R. Briggs Distinguished Achievement Award
- 2006: Keio Medical Science Prize
- 2007: Міжнародна премія Гайрднера
- 2009: Нобелівська премія з хімії спільно з Венкатараманом Рамакрішнаном і Адою Йонат з формулюванням «за дослідження структури і функцій рибосоми»
- Член Американської Академії мистецтв і наук (American Academy of Arts and Sciences)
- Інші [15]